# مشمپا
مشمپا، روستایی از توابع بخش زنجانرود شهرستان زنجان در استان زنجان ایران است.مسیر دسترسی به این روستا از جاده ی زنجان میانه میباشد.

## جمعیت
این روستا در دهستان چایپاره پایین قرار دارد و براساس سرشماری مرکز آمار ایران در سال 1395، جمعیت آن 1203 نفر (382خانوار) بوده‌است.
سد مشمپا بر روی رودخانه قزل اوزن در نزدیکی روستای مشمپا در دست ساخت می باشد،عمده محصولی که در این روستا کشت میشود میتوان به برنج اشاره کرد که در دونوع رسمی و صدری (علی کاظمی) کشت می‌شود.زبان مردم این روستا ترکی آذربایجانی است.
این روستا جاذبه های گردشگری منحصر به فردی دارد از جمله کوه های رنگی( آلا داغلار )  قلعه لک لک ها ,رودخانه قزل اوزن , شالیزار های زیبا که در فصل کشت برنج جلوه منحصر به فردی به روستا می بخشد .همچنین این روستا در منطقه محافظت شده زیست محیطی قرار گرفته که حیواناتی از جمله خرس گرگ آهو و... در آن مناطق یافت می شود. تقریبا ۱۳۰ سال پیش چند تن از خوانوار های روستا مهاجرت کرده و در روستاهای دورتر ساکن شدند.که علت آن نامشخص است .